# Crise da Garganta de Pankisi
A rebelião no vale de Pankisi foi um conflito entre a Geórgia, os militantes chechenos e a al-Qaeda. A Geórgia foi obrigada pela Rússia e pelos Estados Unidos a ir contra a Al-Qaeda na Garganta de Pankisi. A Geórgia recebeu um apoio significativo dos EUA durante o conflito.

## Início da crise
Parece não haver muitas razões pelas quais Abu Musab al-Zarqawi se mudou para a Garganta de Pankisi, exceto que a área estava próximo à Chechênia, onde a Al-Qaeda era forte. No período anterior da Guerra do Iraque começar em 2003, dezenas de norte-africanos, a maioria argelinos, foram presos na Grã-Bretanha, França e Espanha por preparar armas químicas e outras. Colin Powell e vários outros afirmaram que a prisão era uma prova de que uma grande rede chechena foi expandida para incluir Curdistão iraquiano.
Em maio de 2000, cerca de 1.500 chechenos e 3.000 "mercenários Talibans" escaparam da ofensiva russa na Chechênia nas montanhas entre essa república e a Geórgia. Os russos moveram 1.500 soldados das forças especiais nessa fronteira para impedir seus ataques.

## A operação georgiana

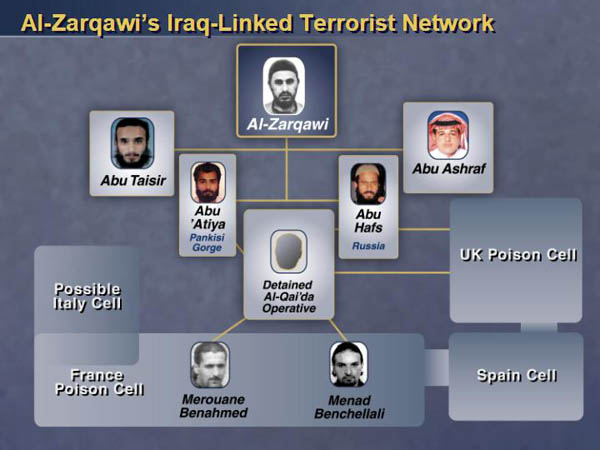
Linha de comando de al-Zarqawi

Em 20 de outubro de 2002, soldados georgianos mataram dezenas de militantes árabes. Também foi interceptado um carro cheio de militantes chechenos. A Geórgia e os Estados Unidos lançaram uma campanha contra os militantes, e muitos foram feitos prisioneiros. Em 3 de setembro de 2003, o presidente Eduard Shevardnadze afirmou que as forças de segurança georgianas haviam restaurado o controle sobre o desfiladeiro de Pankisi. A Geórgia enviou 1.000 policiais e forças de segurança na área em outubro e reforçou a sua posição com o estabelecimento de postos de controle, na área ainda viviam cerca de 4.000 refugiados chechenos com centenas milicianos infiltrados entre eles.
Também foi afirmado que a Geórgia pretendia construir uma força militar na fronteira entre a Chechênia e a Inguchétia. A Rússia acusa a Geórgia de fazer vista grossa aos militantes chechenos que cruzaram a fronteira. Em 23 de junho de 2003, a área foi infiltrada por 15 militantes chechenos que tomaram uma casa que se tornou o centro de comando.
Em 14 de maio de 2004, dois argelinos foram presos na França depois de terem sido capturados em trabalho com armas químicas e biológicas.

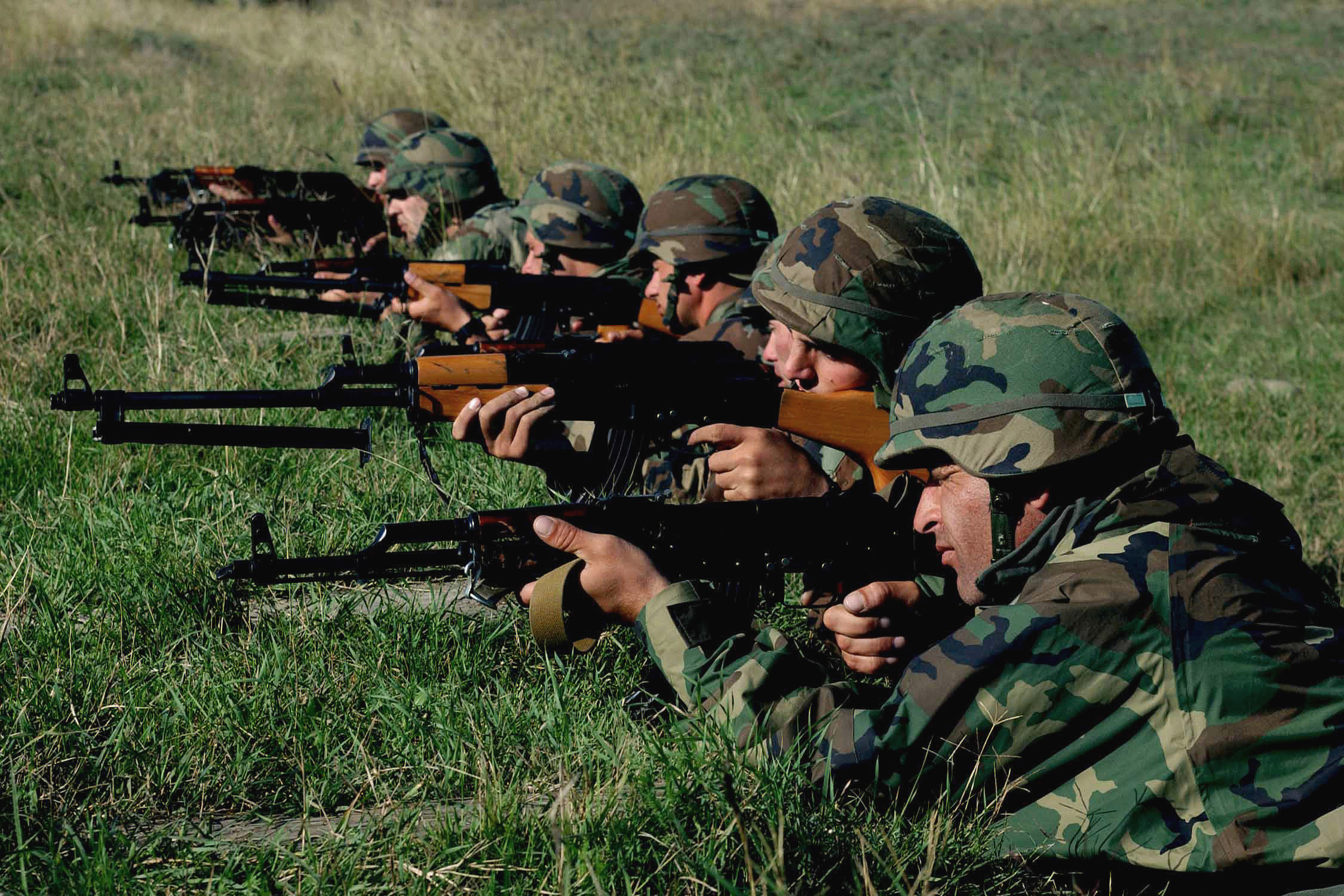
Treinamento das tropas da Geórgia, como parte do Programa de Formação e Equipamentos da Geórgia.

Embora o Programa de Formação e Equipamentos da Geórgia iniciado em 17 de fevereiro de 2002, em que foram enviados 200 soldados de forças especiais dos EUA para treinar as tropas georgianas foi concluída em 2007.